# زمین‌لرزه ۱۹۵۴ چین
زمین‌لرزه چین  در تاریخ ۱۱ فوریه ۱۹۵۴ میلادی، برابر با ‎۲۲ بهمن ۱۳۳۲، ساعت ۰:۳۰:۱۸ به زمان یوتی‌سی در چین رخ داد. ژرفای این زلزله ۳۳ کیلومتر بود. بزرگی آن ۷٫۱ در مقیاس Mw اعلام شده‌است. زمین‌لرزه به وقت محلی در روز پنج‌شنبه، ساعت ۸ روی داده و منطقه زمانی آن یوتی‌سی +۸ بوده‌است .
سازمان زمین‌شناسی آمریکا نیز جای این زمین‌لرزه را در مختصات ۳۹°۰۰′شمالی ۱۰۱°۱۸′شرقی / ۳۹°شمالی ۱۰۱٫۳°شرقی و بزرگی آنرا برابر با ۷٫۳ در مقیاس ریشتر اعلام کرده‌است. 
شمار کشتگان زلزله حدود ۴۷ نفر بوده‌است.تعداد زخمیان ۳۲۹ نفر برآورده شده‌است.